# فيكتور آش
فيكتور آش هو محامي ودبلوماسي وسياسي أمريكي، ولد في 1945 في نوكسفيل في الولايات المتحدة. نشط حزبياً في الحزب الجمهوري. وقد انتخب سفير وانتخب عضو مجلس نواب تينيسي ‏ وانتخب عضو مجلس ولاية تينيسي ‏.